# Ancerma Indijanci
Ancerma (Anzerma, Anserma), pleme američkih Indijanaca po nekima klasificirani karipskoj porodici, dok su po drugima pripadali u Choco skupine. Ancerme su živjeli u Kolumbiji u regiji rijeka Cauca-Atrato između plemena Cima prema Kordiljeri Occidental na zapadu i na istoku prema teritoriju pemena Cartama s rijeke Cauca i dalje prema plemenu Pozo. Sjeverni su im susjedi bili Quinchía i Zopía, a za susjede spominju (Fernández Piedrahita 1881) se i Tabuya i Guatica. Susjedna plemena nazivali su ih Umbra.
Rani povjesničari opisuju ih kao izvanrene ratare koji uzgajaju mnoge kulture: pamuk, kukuruz, koku, korjenasto bilje kao slatka manioka i slatki krumpir (Ipomoea batatas), Capsicum annuum i grah bubrežnjak (indijanski grah) Phaseolus vulgaris, avokado, i palme pijivaes ili pixivaes iz čije su srži proizvodili pogače i alkoholna pića.
Lov je također bio važan, a od dibljači su lovili slatkovodne kornjače, iguane, jelene (Odocoileus virginianus columbicus), pekarije, vidre (Lutra annectens), tapire (Tapirus roulinii), medvjede (Tremarctos ornatus majori), oposume (Caluromys philander), zečeve (Sylvilagus fulvescens), i razne ptice kao Crax alcetor.
Kuće su im kao i kod drugih plemena drvene, a sela zaštičena palisadama. Plemena Ancerma, Caramanta, Nutibara, Nore i Guaca gradili su i posebna svetišta na vrhovima strmih brežuljaka.
Odjeća se kod Ancerma sastojala od pregača maure (za muškarce) koje su se provlačile između nogu a s prednje i stražnje strane visile su preko opasanih traka širine dlana, učinjenih od perlici školjaka (chaquiras) i zlata. žene su nosile na sebi obojene ogrtače poznste kao mantas, koji su im visili sve do stopala. Kosa se nosila duga, posebno među poglavicama, a isto vrijedi i za plemena Nutibara i Abibe. na glavama su Ancerme nosili vijence i krune od perja, nosne ukrase (caricories) ,četiri do pet naušnica i ogrlice od perli-chaquiras.
Prijevoz se svodi na ljudske nosače, poglavice su prenosili na nosiljkama ili visečim ležaljkama (hamacima).
Poznavali su košaraštvo i tkanje, pleli su i konopce i uzice za izradu hamaka, pojaseve, i uzice za ogrlice. Sva tamošnja plemena osim Toro Indijanaca poznavali su pamučna tkanja. Obrada kože bila im je nepoznata, ali je bila razvijena metalurgija, posebno obrada zlata. Jedina iznimka među njima su Guazuzu, koji su do zlata dolazili trgovinom.
Poliginija je bila uobičajena za Ancerme, a i njima susjednim plemenima Guaca, Catio, Nutibara, Guazuzu, Nore i Caramanta. Ancerme su bili egzogamni, točnije egzogamna su bila sela, pa se supruga mogla pronači samo u nekom drugom Ancerma-selu. Najveći broj žena imali su poglavice. nakon što bi žena zatrudnila, vraćala se nakon pet mjeseci u svoje rodno selo gdje bo ostajala do rođenja djeteta.
Nasljedstvo prelazi na najstarijeg sina, ako on umre, odmah na onoga iza njega. U slučaju nedostatka sinova, nasljeđe prelazi na kćerku. Poilitička vlast u rukama je poglavica. Kod Ancerma postojalo je 8 poglavica, svaki za jedno potpleme, to su bili: Ocusca, Humbruza, fanfarrones, Guarma, Chatapa, Umbría, Riterón i Ciricha.